# Zouar
Zouar est une ville du Nord du Tchad. Elle est le chef-lieu du département de Zouar, dans la région du Tibesti.

## Géographie
La ville de Zouar est située dans le Sahara oriental, à l’extrême nord du Tchad, à 1 200 km de N'Djamena.

## Histoire
Les peintures et gravures rupestres de la vallée de Zouar et sa région témoignent d’une civilisation ancienne remontant à 30 000 ans av. J.-C.
Dès l’Antiquité, Zouar est une vallée sacrée pour sa population. À la même période, elle devient capitale du Derdé. Vers 400 apr. J.-C., surgit le conflit entre les Gona et les Toumagra. Le conflit se résout en faveur du clan toumagra, qui choisit Zouar comme fief pendant que le clan gona s’installe à Zala (actuel sud de la Libye).
1550-1590 : après la mort du Derdé Moli a Zouar, le royaume est partagé entre ses trois fils, Arami, Erdy et Lay, un partage du pouvoir qui est toujours d’actualité.
Pendant l'hiver 1913, Maï Getty Tchénimémi (1835-1927 ou 1929), envoya son fils Erzaï à Boulma pour conclure un pacte avec l’armée française, dans lequel il acceptait l’installation de troupes militaires à Zouar, mais le pacte ne fut pas respecté par les Français qui envahirent Bordo (Bardaï), alors sous l’autorité du Derdé. Après l'occupation de la ville, le Derdé Chahaï s’exila à Tezair. Getty, se sentant trahi, lança une attaque contre leurs troupes, aidé de proches du Derdé. Les Français quittèrent le Tibesti durant l’été 1916 après avoir subi de nombreuses attaques. Après sa mort dans le village de Yo en mars 1927, Getty devint un symbole de la liberté et de la résistance.

## Économie
Depuis l'Antiquité, l'économie est basée sur le commerce entre le Tchad, la Libye et le Niger.

## Éducation
- Centre d'étude archéologique
- Collège
- Petite école à Zouar et à Zouarké

## Administration
Depuis 1965, Zouar  est un territoire du Tchad. Ses institutions maintiennent cependant le système traditionnel de Derdé
- Villes du Tchad
- Tibesti